# Ymir
Pour les articles homonymes, voir Ymir (homonymie).
Ymir, également connu sous le nom de Aurgelmir, Brímir, ou encore de Bláinn, est une divinité nordique (jötunn).
Dans la mythologie nordique, il est la première créature vivante ainsi que la source de la création de la Terre par Odin et ses deux frères, qui utilisèrent son cadavre après l'avoir exécuté pour créer celle-ci.

## Étymologie et autres noms
Le nom Ymir provient de l'indo-européen *ymmó- (« jumeau »), germanique *yumiyáz. Ce théonyme est à rapprocher du nom de Remus de l'histoire romaine ou encore du dieu indo-iranien Yama. Différentes légendes indo-européennes mettent en scène le sacrifice du jumeau par son frère pour créer l'humanité.
Dans la Völuspá et dans la Gylfaginning, il est également nommé Brímir, apparenté à brimi « feu », ainsi que Bláinn « sombre ».

## Légende
Ymir, le fondateur de la race des jötnar « géants », est une figure importante dans la cosmogonie nordique. Selon l'Edda de Snorri Sturluson, de l'abîme primordial apparurent deux mondes de nature opposée, un monde glacé Niflheim et, au Sud, un monde igné, Muspell. Ymir se forma de l'abîme de Ginungagap lorsque le souffle d'air brûlant rencontra le givre qui se mit à fondre et de ces gouttes jaillit la vie. D'une taille démesurée, il est doté d'un caractère néfaste.
Des géants sortirent du corps d'Ymir pendant qu'il dormait, de la sueur provenant de ses aisselles surgirent un homme et une femme, tandis que de ses jambes naissait un fils.

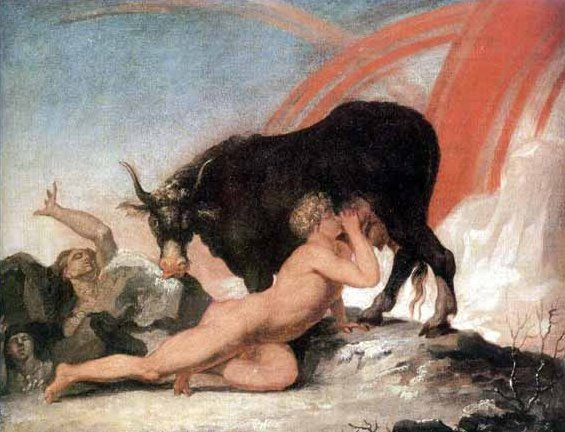
Audhumla nourrissant Ymir et créant Búri, peinture de Nicolai Abraham Abildgaard (1790)

Ymir vivait du lait de la vache Audhumla qui avait quatre pis dont coulaient quatre fleuves de lait. Celle-ci léchait le givre et le sel dont Ymir était couvert, formant ainsi Búri, le père de Bur, père lui-même d'Odin, de Vili et de Vé.
Dans le mythe de la création, Odin, exaspéré par la brutalité d'Ymir, le tua et le jeta dans le Ginnungagap (« le gouffre béant »). Le déluge causé par son sang fut si grand qu'il tua tous les géants, à part le petit-fils d'Ymir (Bergelmir, fils de Þrúðgelmir) et sa femme. Odin et ses frères utilisèrent la tête d'Ymir pour créer la Terre ; sa chair remplit Ginnungagap, ses cheveux devinrent des arbres, son sourcil devint Midgard, et ses os se changèrent en montagnes. De même, ses dents et les fragments de ses os devinrent les rochers, et son sang donna naissance aux rivières, aux lacs, aux étangs et à la mer. Son crâne forma le ciel, qui reposait sur quatre nains représentant les points cardinaux, son cerveau devenant les nuages, et les asticots de la chair engendrèrent la race des nains.

## Famille

### Mariage et enfants
D'une union inconnue, il eut selon certaines sources : 
- Þrúðgelmir
- Un fils
- Une fille

## Liens avec d'autres mythologies
Ymir a été rapproché du Purusha sukta du Rig Veda, qui décrit comment l'homme primitif Purusha a été disséqué; de son œil vient le soleil, de sa bouche le feu, de son souffle le vent, de ses pieds la terre,. 
- Ymir est apparenté à Yama dans l'hindouisme[réf. nécessaire].
- Comme souvent en mythologie, des connexions existent entre mythes. En l'occurrence, l'histoire de la Création scandinave a de fortes similarités avec son équivalent grec (voir Cronos).